# Peltaspermales
Peltaspermales — порядок вимерлих судинних рослин класу насінних папоротей (Pteridospermatophyta), що існував у мезозої. Також вважається, що вони пережили крейдово-палеогенове вимирання. Можливо, останні представники групи існували в еоцені в Тасманії.